# 瑞恩ミカエル
瑞恩 ミカエル（ずいおん ミカエル、英：MIKHAÉL WILLIAM RYAN、1995年8月4日 - ）は、中国・アメリカを中心に活動するアメリカカリフォルニア州出身の芸能人である。中国では人気アナウンサーと歌手である。中国では、彼のアーティスト名は"瑞恩迷嘉尔"、欧米諸国では、彼のアーティスト名は"MIKHAÉL"である。

## 来歴
ミカエルは中国にわたり２年間で標準語をマスターする。中国で最も人気のある全国放送のオーディション番組の一つ中国中央テレビ「星光大道」湖南テレビ「天天向上」「快楽男声」などでファイナリストとして人気を博し幅広い層のファンを獲得した。また、韓国の最大級のオーディションSBS「KーPOP star」にアメリカ人代表として参加し優秀な成績を納める。
ミカエルはロサンゼルスで、ヨーロッパ系アメリカ人の父とメキシコ系ラテン人の母の間に生まれ英語、スペイン語ドイツ語をネイティブで話す。2009年に中国のアナウンサーの8割を輩出する中国メディア大学のアナウンサー科に入学。在学中に数々のオーディションに参加。並行して司会者としての才能も認められ、メディアへの露出も増えて行った。司会者としては香港衛星テレビを始め、中国中央テレビや湖南テレビなど全国放送の人気番組の司会を任されている。